# Asón-Agüera
Asón-Agüera è una comarca della Spagna, situata nella comunità autonoma della Cantabria.